# Hypsolebias
Hypsolebias is een geslacht van straalvinnige vissen uit de familie van de killivisjes (Rivulidae).

## Soorten
- Hypsolebias guanambi Costa & Amorim, 2011
- Hypsolebias lopesi (Nielsen, Shibatta, Suzart & Martín, 2010)
- Hypsolebias nudiorbitatus Costa, 2011
- Hypsolebias tocantinensis Nielsen, Cruz & Baptista, 2012